# Jacques N’Guea
Jacques N’Guea Enongué (* 8. November 1955 in Loum; † 31. Mai 2022 in Yaoundé) war ein kamerunischer Fußballspieler. Er nahm mit der Nationalmannschaft seines Landes an der Weltmeisterschaft 1982 in Spanien teil.

## Karriere

### Verein
N’Guea begann in seiner Heimatstadt bei Ouragan de Loum mit dem Fußballspielen. 1974 wechselte er zu Canon Yaoundé, wo er den African Cup of Champions Clubs 1978 und 1980 sowie den African Cup Winners’ Cup 1979 gewann. Zudem wurde er fünfmal kamerunischer Meister und sechsmal Pokalsieger.

### Nationalmannschaft
Bei der Fußball-Weltmeisterschaft 1982 in Spanien stand N’Guea im kamerunischen Aufgebot. Er kam in den Gruppenspielen gegen Peru und Polen zum Einsatz, in denen er jeweils ausgewechselt wurde. In der dritten Partie gegen den späteren Weltmeister Italien wurde er nicht eingesetzt. Kamerun schied nach drei Unentschieden bereits nach der Vorrunde unglücklich aus dem Turnier aus.
Anlässlich der Fußball-Afrikameisterschaft 1984 in der Elfenbeinküste wurde er erneut in den kamerunischen Kader berufen. Bei diesem Turnier wurde er im Halbfinalspiel gegen Algerien in der zweiten Halbzeit eingewechselt. Kamerun gewann das Spiel und auch das Finale, in dem N’Guea nicht eingesetzt wurde.

## Tod
N’Guea starb nach langer Krankheit in der Nacht zum 31. Mai 2022 im Alter von 66 Jahren im Centre des urgences de Yaoundé (CURY).

## Erfolge
- Kamerunische Meisterschaft: 1979, 1980, 1982, 1985, 1986
- Kamerunischer Pokalsieger: 1975, 1976, 1977, 1978, 1983, 1986
- Afrikanischer Champions-League-Sieger: 1978, 1980
- Afrikanischer Pokal der Pokalsieger: 1979
- Afrikameisterschaft: 1984